# Симонов, Григорий Александрович
Григо́рий Алекса́ндрович Си́монов (7 февраля 1893, Ташкент — 31 января 1974, Москва) — советский архитектор, инженер, педагог.

## Биография
Родился в Ташкенте, детство провёл в Троицке, где окончил гимназию.
Окончил Петроградский Институт гражданских инженеров в 1920 году, где преподавал с 1929 года.
В 1919—1922 годах обучался в Академии художеств.
С 1924 года руководил проектным бюро стройкома.
В 1928 году был командирован в Германию и Швецию, где ознакомился с современным строительством в стилях функционализм и Баухаус.
С 1943 года — заместитель председателя Государственного Комитета по делам архитектуры при Совете Народных Комиссаров СССР.
С 1947 по 1949 год — председатель Комитета по делам архитектуры при Совмине СССР.
С 1955 года — преподаватель Московского архитектурно-строительного института.

## Важнейшие постройки

### Ленинград
- Дом Общества бывших политкаторжан на площади Революции, д. 1 (1931—1933 гг.; соавторы: П. В. Абросимов, А. Ф. Хряков);

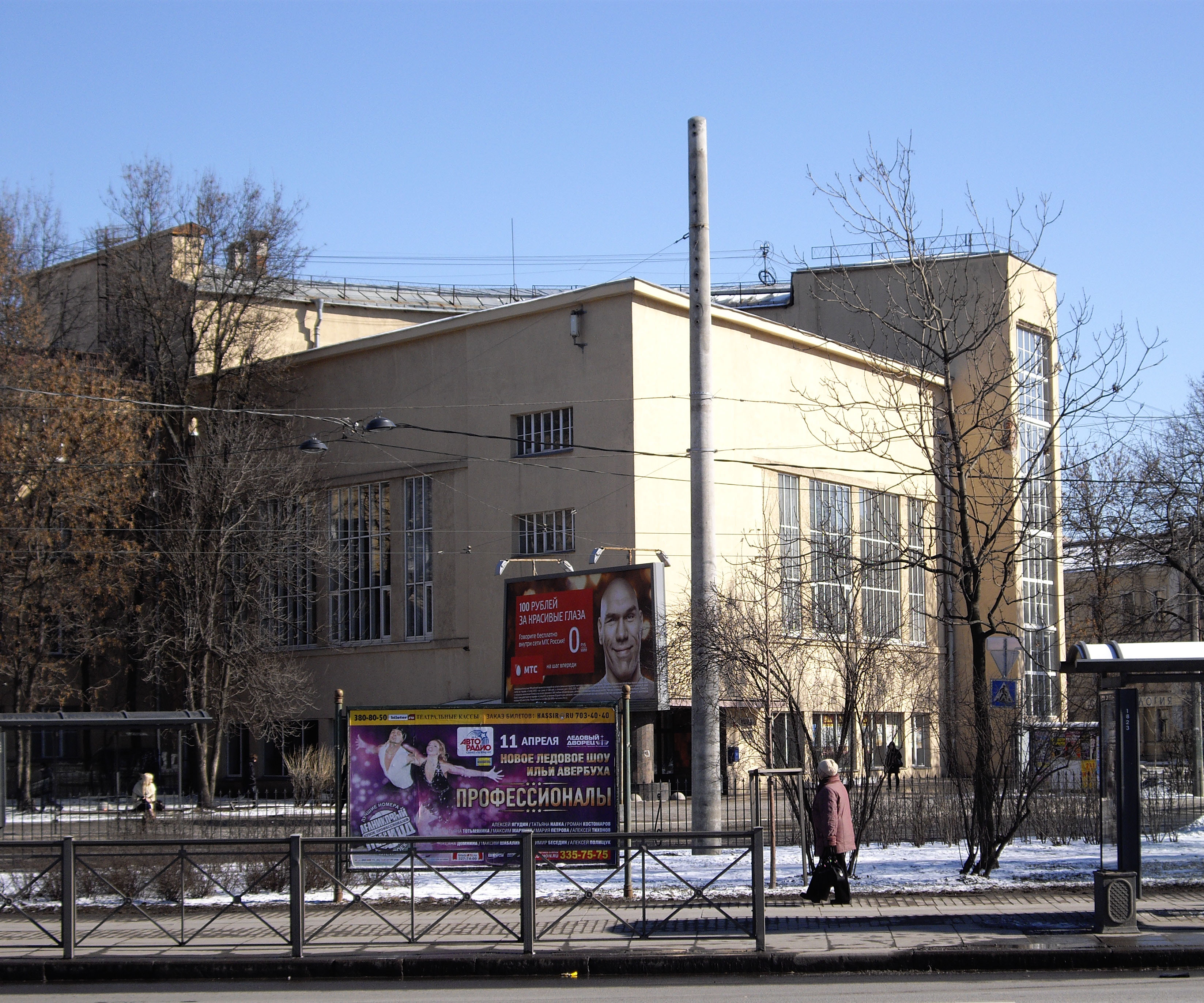
Бывший Институт сигнализации и связи (Кронверкский, 9)

- Кронверкский проспект, 9 — здание Института сигнализации и связи, впоследствии факультета Академии железнодорожного транспорта имени т. Сталина — памятник конструктивизма (1932, соавтор П. В. Абросимов).  памятник архитектуры (вновь выявленный объект)[3] В плане образует силуэт серпа и молота. Используется как студенческое общежитие Строительного факультета ЛИИЖТ (ныне ПГУПС)[4];
- Жилой квартал на Малой Охте (соавторы: Б. Р. Рубаненко, О. И. Гурьев, В. М. Черкасский);
- Жилой квартал рабочих Путиловского завода на Тракторной улице (1925—1927 гг., соавторы: А. И. Гегелло, А. С. Никольский);

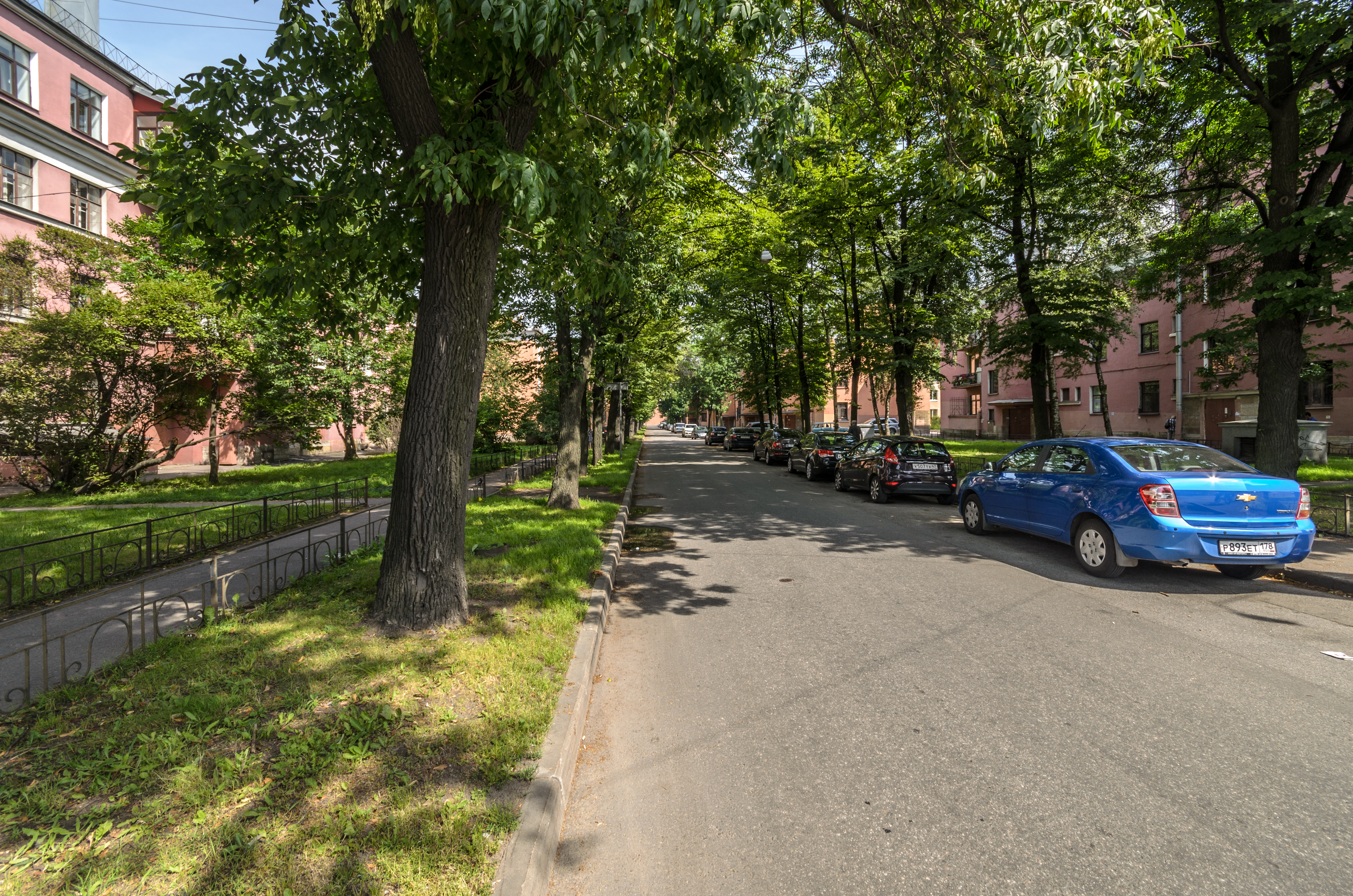
Тракторная улица в Санкт-Петербурге

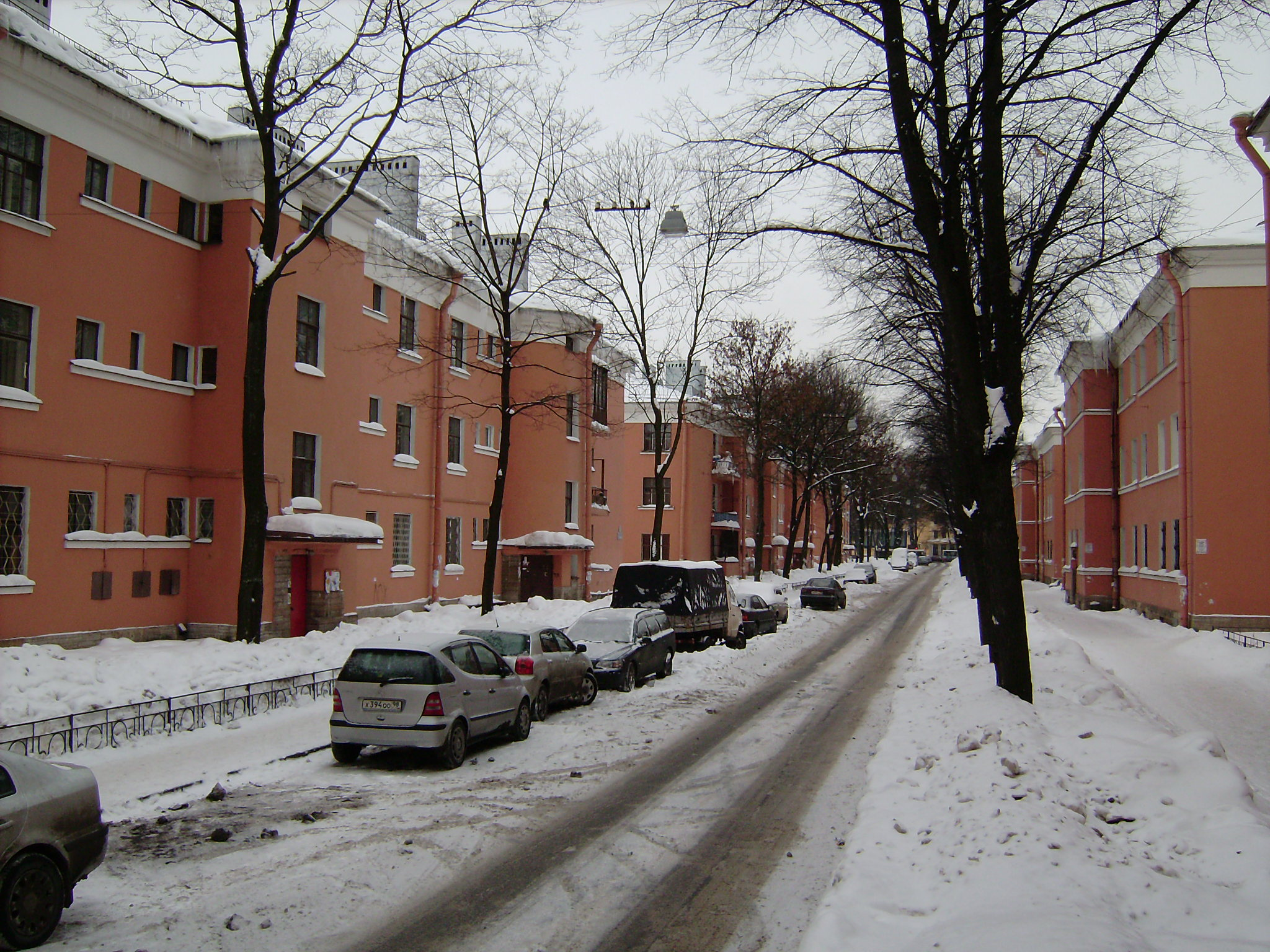
Тракторная улица в Санкт-Петербурге

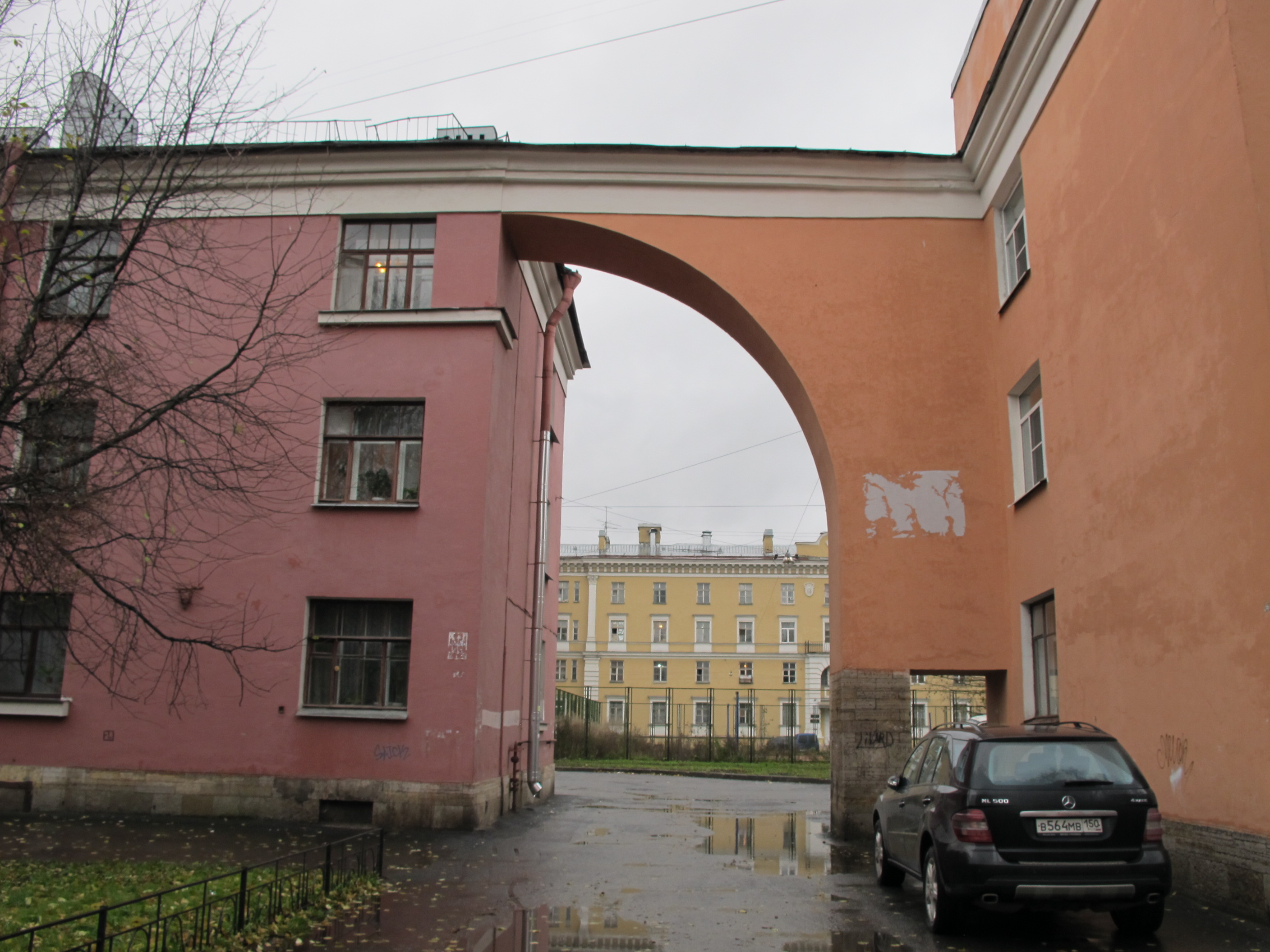
Тракторная улица в Санкт-Петербурге

- Школа № 120 им. КИМа (ныне Школа № 327 Невского района) на ул. Ткачей, д. 9 (1927 г., совместно с А. И. Гегелло);
- Жилмассив завода «Большевик» (1926—1932 гг., совместно с Т. Д. Каценеленбоген и, возможно, И. Г. Безруковым)[5]
- Жилой квартал РЖСКТ «Московско-Нарвский металлист», 3 дома с современными адресами: Проспект Стачек 22-24, ул. Трефолева 11 (1927—1928 гг, совместно с Т. Д. Каценеленбоген)
- Бабуринский жилмассив (1927—1930 гг., совместно с Т. Д. Каценеленбоген и В. А. Жуковской)[6][7]
- Щемиловский жилмассив (1928—1932 гг., совместно с Т. Д. Каценеленбоген)
- (предположительно[8]) Дом-«колбаса» в Щемиловском жилмассиве, улица Бабушкина, 61 (1932 г.)[9]Дом-«колбаса» в Щемиловском жилмассиве (ул. Бабушкина, 61)

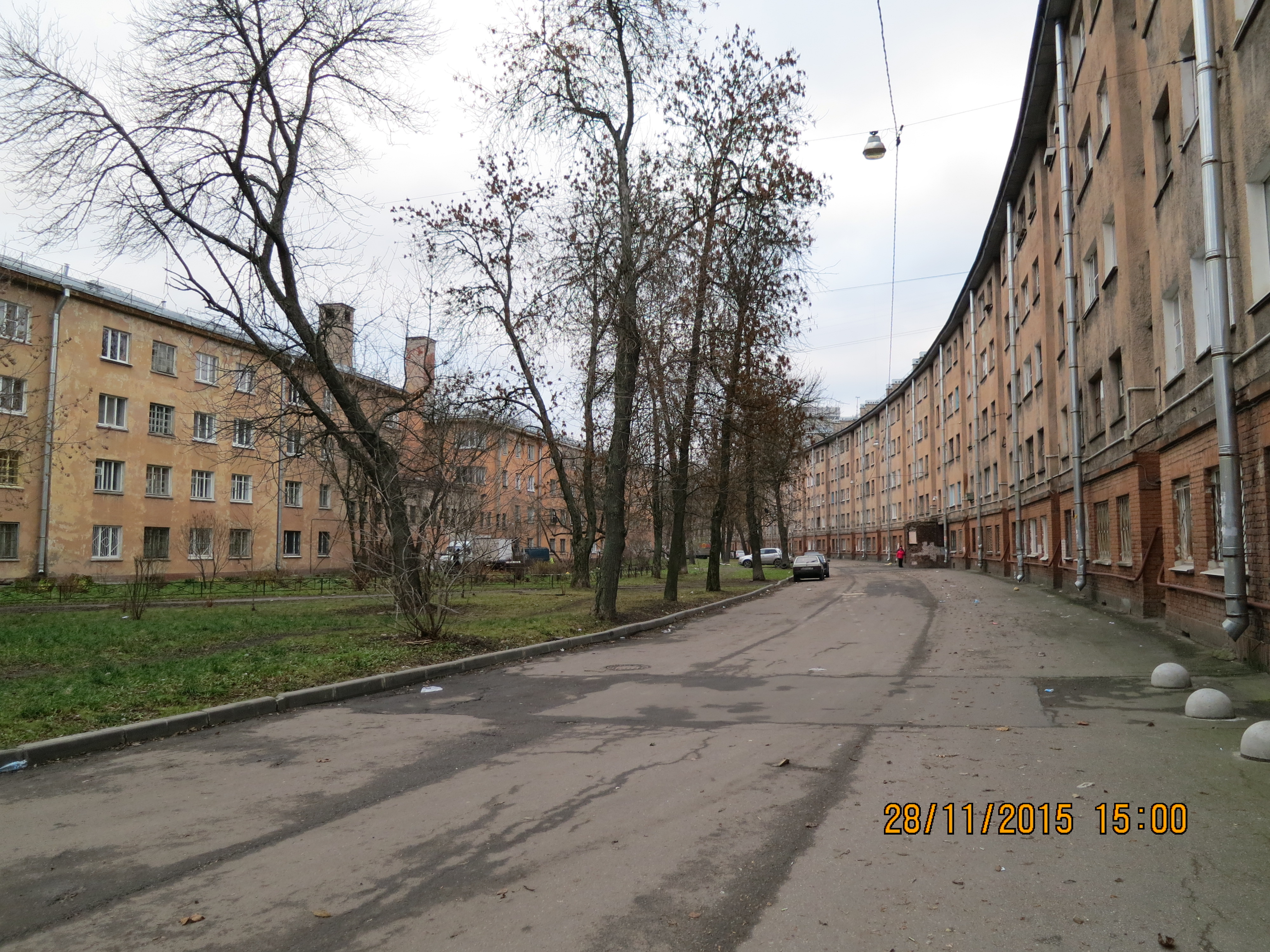
Дом-«колбаса» в Щемиловском жилмассиве (ул. Бабушкина, 61)

- Батенинский жилмассив (1930—1933 гг., совместно с Т. Д. Каценеленбоген, Б. Р. Рубаненко, А. Р. Соломонова, П. С. Степенова, В. А. Жуковской)[10]. Получил статус регионального памятника[11].
- Дом Ленсовета на Пироговской наб. (1934—1935 гг., соавторы: Б. Р. Рубаненко, Л. К. Абрамов, В. А. Ашастин);[источник не указан 2395 дней]
- Дом Советов (1936 г., соавтор Б. Р. Рубаненко, конкурс закрытый);
- Жилой дом на Московском шоссе (соавторы: М. Е. Русаков, В. М. Фромзель);
- Дом специалистов на Лесном пр., 61 (соавторы Б. Р. Рубаненко, Л. К. Абрамова, Т. Д. Каценеленбоген);

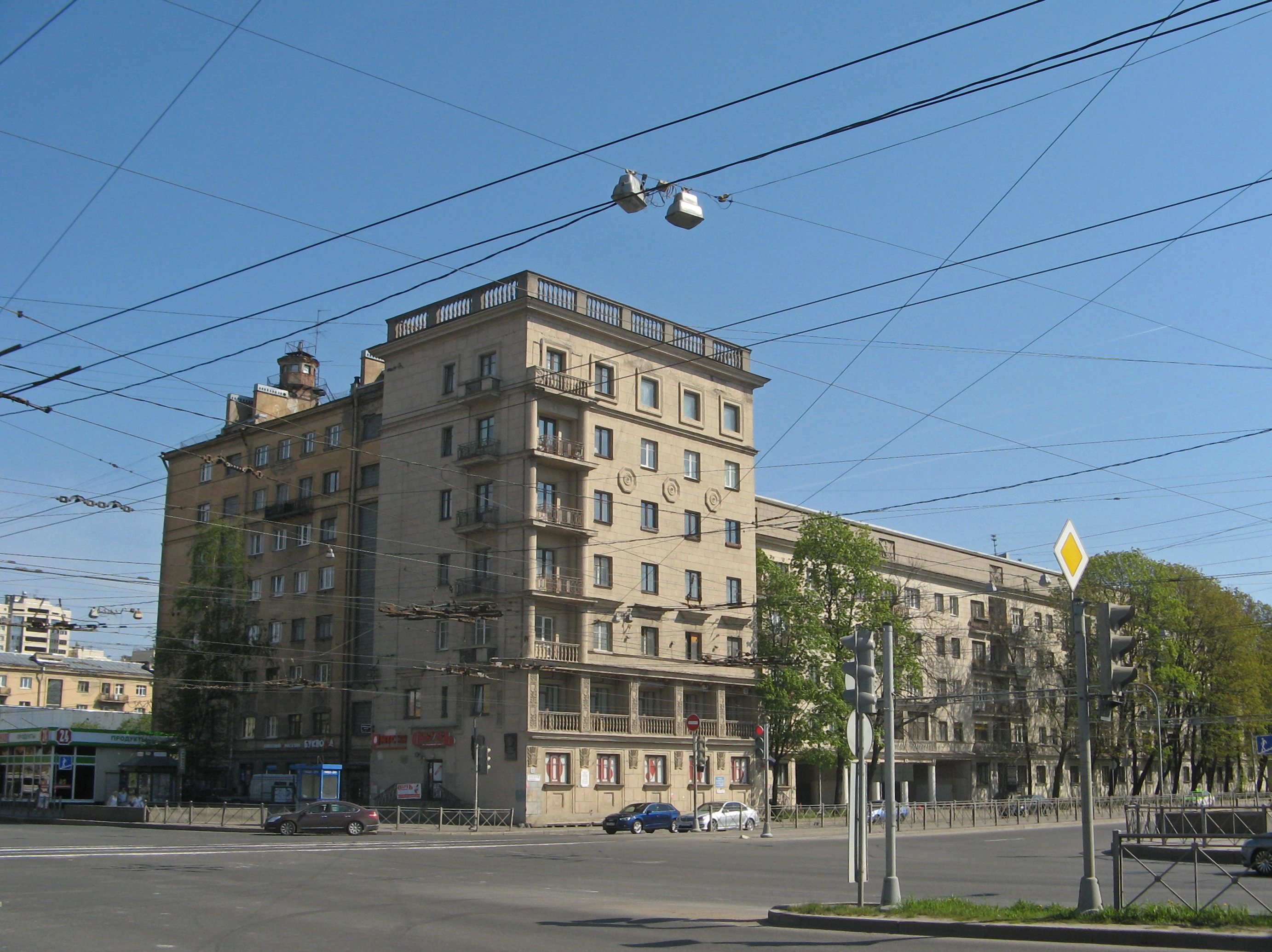
Угловая часть объёма корпуса 1 Дома специалистов до ремонта фасада в конце 2010-х. При строительстве в 1980-х годах подземного перехода утрачен одноэтажный ризалит с балюстрадой сверху. Вид с угла Лесного проспекта и Кантемировской улицы

- Бумажно-целлюлозный техникум на Лесном проспекте, 64; до 2018 г. в здании размещалось Конструкторское бюро специального машиностроения: Лесной проспект. Вид на Конструкторское бюро специального машиностроения Здание Конструкторского бюро специального машиностроения

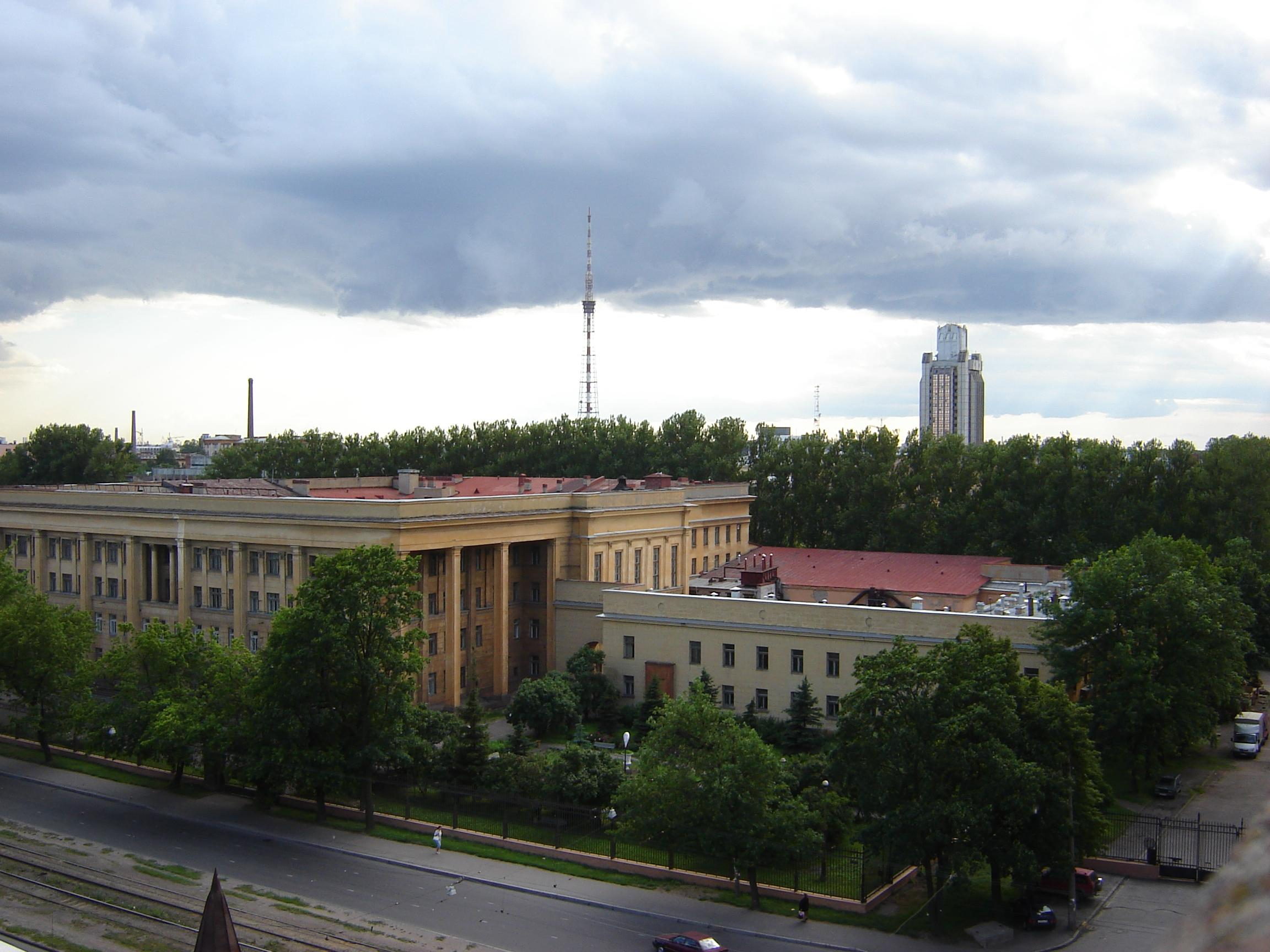
Лесной проспект. Вид на Конструкторское бюро специального машиностроения

- Библиотечный техникум (1938 г.);

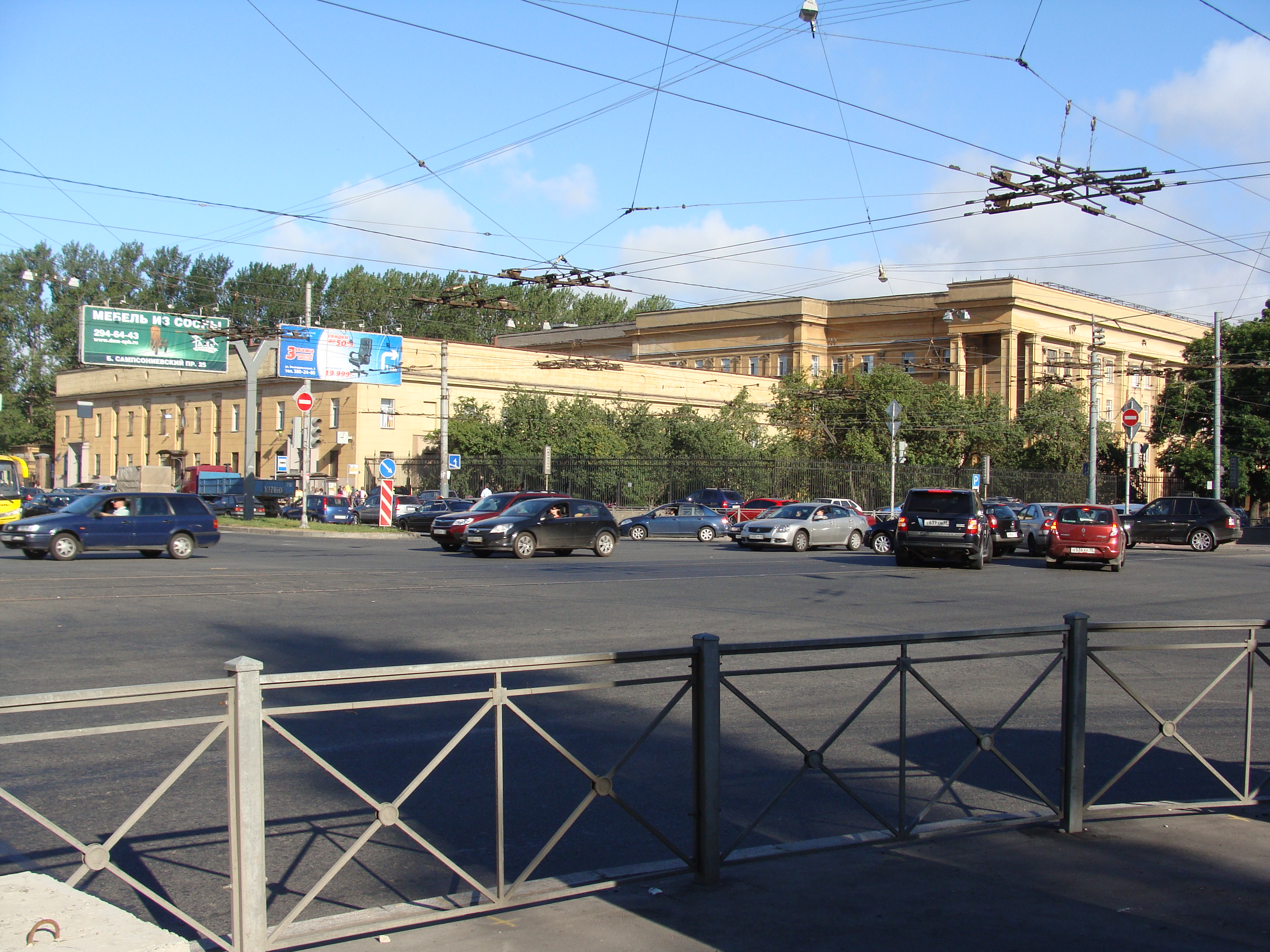
Здание Конструкторского бюро специального машиностроения

- Общегородской центр — Площадь у Дома Советов (1939—1940 гг.; соавторы: С. В. Васильковский, О. Н. Гурьев, Л. М. Хидекель, Б. Д. Судоплатов; конкурс открытый) — конкурсный проект, не осуществлен;
- Дом с общежитием НКВД на пр. Энгельса 55 (1936 г., соавторы: П. В. Абросимов, А. Ф. Хряков).

### Москва
- Дом АО «Аркос» (1923 г.; соавтор А. И. Гегелло; конкурс);
- Второй дом СНК СССР в Зарядье (1940 г.; конкурс, соавтор Б. Р. Рубаненко).

### Другие города
- Больница в Вышнем Волочке (1926 г.; соавтор А. И. Гегелло);
- Дом Правительства Казахской ССР в Алма-Ате (1938—1951 гг.; соавтор Б. Р. Рубаненко);
- Магнитогорск, планировка квартала города (1942—1943 гг.; соавторы: А. А. Оль, Е. А. Левинсон).

## Статьи в печати
- «Важнейшие задачи советских архитекторов». Архитектура и строительство. 1948 г. № 3. Стр. 1-4.